# Metrodoro di Atene
Metrodoro di Atene (in greco antico: Μητρόδωρος ὁ Ἀθηναῖος?; in latino Metrodorus) (fl. II secolo a.C.) è stato un pittore, filosofo e insegnante greco antico.

## Biografia
Quando Emilio Paolo, in visita ad Atene di ritorno dalla conquista che subì Perseo di Macedonia nel 168 a.C., chiese agli Ateniesi di mandargli il migliore dei loro filosofi come tutore per educare i suoi figli, e un pittore per rappresentare degnamente il suo trionfo, gli abitanti suggerirono ed inviarono Metrodoro a Roma, come capace di adempiere ai compiti richiesti perché esperto in entrambi questi campi. Si riporta che Emilio, qualche tempo dopo, concordò pienamente con questa scelta restando completamente soddisfatto del suo operato (secondo Plinio nella sua Naturalis Historia).